# Acomys russatus
Acomys russatus е вид бозайник от семейство Мишкови (Muridae).

## Разпространение
Видът е разпространен в Египет (Синайски полуостров), Йемен, Израел, Йордания, Оман и Саудитска Арабия.